# زمستان است
زمستان است نام آلبوم موسیقی سنتی ایرانی است با صدای محمدرضا شجریان ، تار حسین علیزاده ، کمانچه کیهان کلهر و تمبک همایون شجریان که در سال ۱۳۷۹ به صورت زنده در کالیفرنیا اجرا و ضبط شد و یک سال بعد، ۱۳۸۰ به بازار عرضه شد.
این آلبوم در مقام داد و بیداد اجرا شده که از طرح‌ها و ابداعات حسین علیزاده است. در ابتدای آلبوم، رنگ اصول در داد و بیداد نواخته می‌شود و سپس آواز بر شعر زمستان مهدی اخوان ثالث آغاز می‌شود که تا پایان برنامه ادامه می‌یابد و ضربی‌هایی در لابه‌لای آواز به صورت بداهه نواخته می‌شود.

## اعضای گروه
- محمدرضا شجریان: خواننده
- حسین علیزاده: تار
- کیهان کلهر: کمانچه
- همایون شجریان: هم‌خوان و تنبک

دیگران
- عکس روی جلد: نصرت‌الله مجید
- عکس درون جلد: کیومرث درم‌بخش
- عکس اخوان ثالث: یارتا یاران
- طرح: مژگان شجریان

## ترانه
آواز داد و بیداد، شعر از مهدی اخوان‌ثالث

(درآمد ماهور)

سلامت را نمی‌خواه‍ند پاسخ گ‍فت
سرها در گریبان است
(بیداد)

سرها در گریبان است
(درآمد ماهور)

سلامت را نمی‌خواهند پاسخ گ‍فت
سرها در گریبان است
(درآمد ماهور)

کسی سر بر نیارد کرد پاسخ گفتن و دیدار یاران را

نگه، جز پیش پا را دید نتواند
که ره تاریک و لغزان است
(بیداد)

که ره تاریک و لغزان است
(گشایش)

و گر دست محب‍ت سوی کس یازی

به اک‍راه آورد دست از بغل بیرون
که سرما سخت سوزان است
(بیداد)

که سرما سخت سوزان است
(گشایش)

نفس کز گرمگاه سینه می‌آید برون ابری شود تاری‍ک
چو دیوار ایستد در پیش چشمانت
نفس کین است پس دیگر چه داری چشم پس دیگر چه داری چشم
زچشم دوستان دور یا نزدی‍ک
پس دیگر چه داری چشم
(بیداد)

ز چشم دوستان دور یا نزدی‍ک
(داد)

نفس کز گرم‍گاه سینه می‌آید برون ابری شود تاریک
چو دیوار ایستد در پیش چشمانت
نفس کین است پس دیگر چه داری چشم چه داری چشم چه داری چشم
زچشم دوس‍تان دور یا نزدی‍ک
(بیداد)

پس دیگر چه داری چ‍شم ز چشم دوستان دور یا نزدی‍ک
(بیداد)

مسیحای جوان‍مرد م‍ن ای ترسای پیر پیرهن چرکی‍ن
هوا بس ناجوان‍مردانه سرد است آی
دمت گرم و سرت خوش باد
سلامم را تو پاسخ گوی در بگشای در بگشای
(عشاق)

هوا بس ناجوان‍مردانه سرد است آی

دمت گرم و سرت خوش باد
سلامم را تو پاسخ گوی در بگشای
(بیات راجه)

منم من میهمان هر شبت لولی‌وش مغموم
منم م‍ن سنگ تیپا خوردهٔ رنجور
من‍م دشنام پست آفری‍نش منم دشنام پست آفرین‍ش
نغمهٔ ناجور نغمهٔ ناجور
(عراق)

نه از روم‍م نه از زن‍گ‍م نه از روم‍م نه از زن‍گ‍م همان بیرنگ بی‍رنگ‍م
بیا بگشای در بگشای دلتنگ‍م
بیا بگشای در بگشای دلتن‍گم
(گشایش)

حریفا میزبانا میهمان سال و ماه‍ت پشت در چون موج می‌لرزد

حریفا میزبانا میهمان سال و ماه‍ت پشت در چون موج می‌لرزد چون موج می‌لرزد

تگرگی نیست مرگی نیست صدایی گر شنیدی
صحبت سرما و دندان است
(گشایش)

من امشب آمدستم وام بگذارم

حسابت را کنار جام بگذارم
چه می‌گویی که بی‌گه شد سحر شد بامداد آمد
(داد)

فریبت می‌دهد بر آسمان این سرخی بعد از سحرگه نی‍ست

(داد)

حریفا گوش سرما برده‌است ای‍ن یادگار سی‍لی سرد زمستان است
یادگار سیلی سرد زمستان است
(گشایش)

و قندیل سپهر تنگ میدان مرده یا زنده
به تابوت ستبر ظلمت نُه توی مرگ اندود پنهان است
(بیداد)

به تابوت ستبر ظلمت نُه توی مرگ اندود پنهان است
(داد)

چه می‌گویی که بی‌گه شد سح‍ر شد بامداد آمد
فریبت می‌ده‍د بر آسمان این سرخی بعد از سحرگه نی‍ست
(داد)

حریفا گوش سرما برده‌است ای‍ن یادگار سیلی سرد زمستان است
یادگار سیلی سرد زمستان است
(داد)

حریفا رو چراغ باده را بفروز
شب با روز یکسان است
(بیداد)

حری‍فا رو چراغ باده را بفروز
شب با روز یکسان است
شب با روز یک‍سان است یکسان است
(درآمد همایون)

سلامت را نمی‌خواهند پاسخ گ‍فت
هوا دلگی‍ر؛ درها بسته؛ سرها در گریبان؛ دست‌ها پنهان
(درآمد همایون)

نفس‌ها ابر دلها خسته و غمگین
درختان اسکلت‌های بلورآگی‍ن
(درآمد همایون)

زمین دلمرده سقف آس‍مان کوتاه
غبارآلوده مهر و ماه
زمستان است زمستان است زمس‍تان است زمستان است
(داد)

هوا دلگی‍ر درها بسته سرها در گری‍‍بان دستها پنهان
نفس‌ها ابر دل‌ها خسته و غمگین
درختان اسکلت‌های بلورآگی‍ن
زمین دلمرده، سقف آسمان کوتاه

(بیداد)

غبارآلوده مهر و ماه
زمستان است؛ زمستان است؛ زمستان است.